# In-flight entertainment
Con In-flight entertainment spesso abbreviato in IFE ci riferisce ai sistemi di intrattenimento utilizzabili durante un viaggio aereo, spesso lungo.
I primi IFE sono entrati in servizio nel 1936 e prevedevano cibo, bevande, sala fumatori e giornali a bordo. 
Dopo la seconda guerra mondiale sui voli c'era anche la possibilità di vedere film. Poi, nel 1985, vi è stata anche la possibilità di sentire musica a bordo tramite un lettore audio personale e delle cuffie.
Oggi i sistemi IFE sono computerizzati.
I principali produttori di questi sistemi sono Panasonic e Thales.

## Sicurezza e costi
Gli IFE sono protetti e certificati dalla FAA. Nel 1998, quando ci furono i primi sistemi IFE computerizzati, un volo della Swissair, il volo SR111, si schiantò nell'Atlantico, uccidendo 229 persone. Secondo l'inchiesta della TSB, sull'aereo, un MD-11 di 7 anni, si sviluppò un incendio causato da un forte surriscaldamento dei cavi che alimentavano l'IFE. Dopo il disastro del volo 111, la Swissair, come tante compagnie che avevano fatto installare l'IFE, rimosse l'impianto dai suoi aerei per sostituirli con altri IFE che avevano più certificazioni dalla FAA e che quindi erano più sicuri.
Con l'aumento dei voli intercontinentali le aziende produttrici di IFE tagliano costi di produzione senza rinunciare alla sicurezza ed alla qualità dei sistemi. Alcune compagnie aeree che adottano i sistemi d'intrattenimento, spesso includono il prezzo dell'utilizzo dei vari strumenti direttamente nel biglietto, che risulta così un po' più caro. Il miglior IFE del mondo risulta quello di Emirates, chiamato ICE.

## Servizi che offre l'IFE

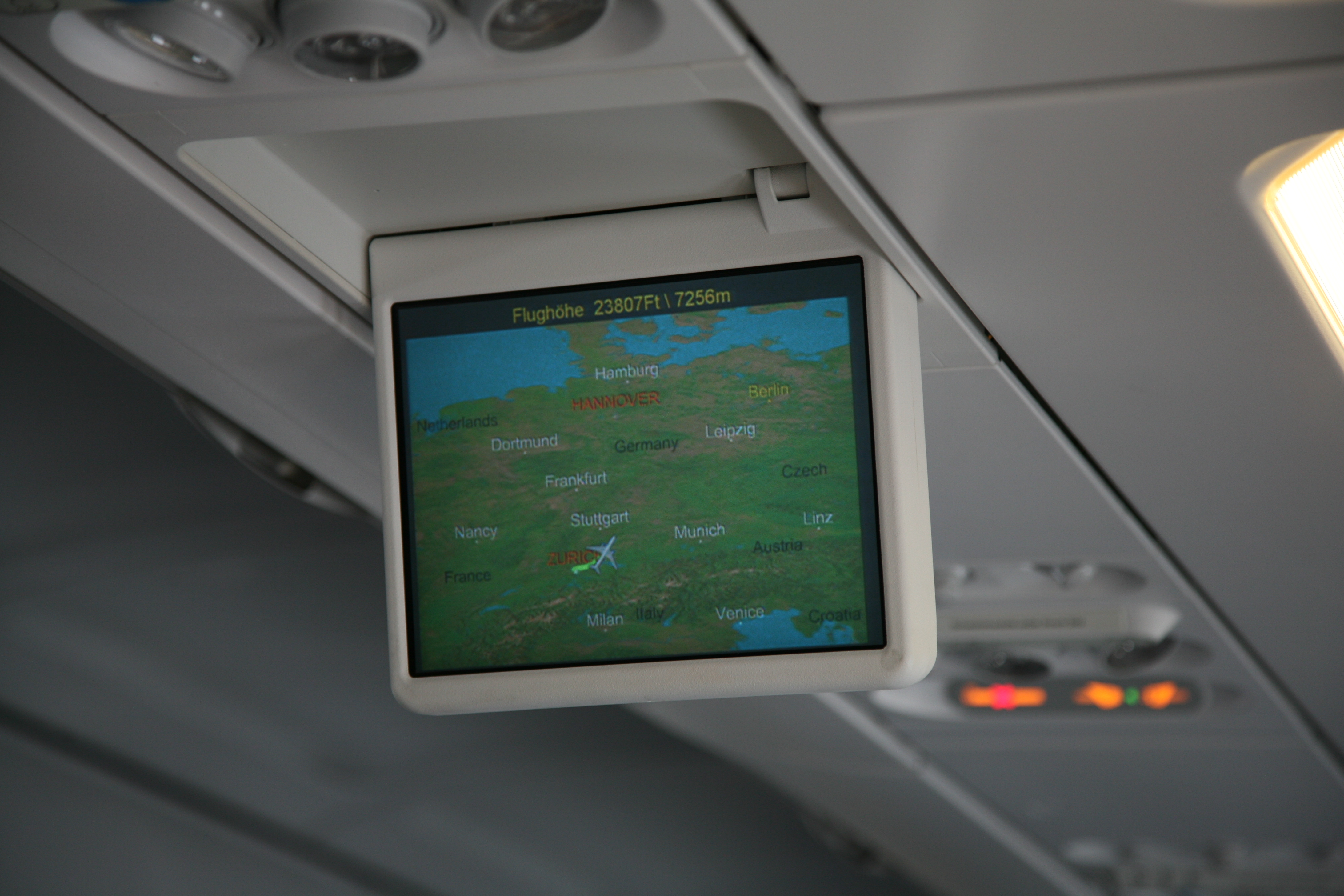
Airshow che spiega lo stato del volo

Tra i servizi che offre l'IFE ci sono:
- Audio intrattenimento che consente di ascoltare musica tramite cuffie. Le canzoni sono messe sugli impianti tramite canali musicali.
- Video intrattenimento che consente la visione di film, safety demo, documentari ecc. che possono essere trasmessi tramite un grande schermo posto nella parte anteriore dell'aereo oppure, negli aerei più moderni sulle testiere dei sedili.
- Sistema Airshow che consente di vedere sugli schermi video presenti in cabina altitudine, temperatura, orario e anche lo stato del volo.

Inoltre si possono usare cellulari satellitari che funzionano con l'inserimento della carta di credito.